# Ferenc Bene
Ferenc Bene (Balatonújlak, 17 de desembre de 1944 - Budapest, 27 de febrer de 2006) va ser un destacat futbolista hongarès dels anys 60 i 70.
Va jugar de davanter a l'Újpesti Dózsa. Amb la selecció de futbol d'Hongria jugà 76 partits i marcà 36 gols entre 1962 i 1979. Guanyà la medalla d'or als Jocs Olímpics d'Estiu de 1964 a Tòquio, essent el màxim golejador de la competició i fou medalla de bronze a l'Eurocopa 1964. També participà en la Copa del Món d'Anglaterra 1966.
És el sisè golejador més prolífic de la història segons la RSSSF, amb uns 1.425 gols marcats en 1.480 partits, cosa que dona a gairebé un gol per partit.

## Trajectòria esportiva
- Újpesti Dózsa: 1961-1978 418 partits (303 gols)[1][4]
- Volán SC (1978-1979)
- Sepsi 78 (Finlàndia) (1981-82)
- Volán SC (1983-1984)
- Soroksári VOSE (1984)
- Kecskeméti SC (1985)